# Osea Vakatalesau
Osea Vakatalesau (15 de janeiro de 1986 em Suva) é um futebolista atacante (futebol) de Fiji que joga pela Seleção Fijiana de Futebol e pelo Amicale FC.

## Carreira internacional
Com o apelido Ozzy, ele participou dos Jogos do Pacífico Sul 2007 (onde foi o artilheiro com 10 gols) e das eliminatórias da copa onde fez muitos gols pelo seu país. Ele foi o artilheiro das Eliminatórias da Copa do Mundo FIFA de 2010 - Oceania com 12 gols.[carece de fontes?]

## Títulos
- Campeonato da Liga (distritos): 2006
- Campeonato Interdistrital: 2005, 2007
- Batalha dos Gigantes: 2007
- Copa Fiji: 2007